# Пирій зігнутоостюковий
Пирій зігнутоостюковий (Elymus reflexiaristatus syn. Pseudoroegneria reflexiaristata (Nevski) A.N.Lavrenko) — вид однодольних квіткових рослин з родини злакових (Poaceae).

## Опис
Це багаторічна рослина. Стебла 50–60 см завдовжки. Зовнішній край піхв листків голий. Листові пластинки згорнуті, 1–3 мм ушир, сизі; поверхня зверху волосисто запушена. Суцвіття двостороннє, 7.5–12 см завдовжки. Плодючі колосочки сидячі, містять 4–5 плодючих квіточок зі зменшеними квіточками на верхівці. Колосочки від еліптичних до довгастих, стиснуті з боків, 11–13 мм у довжину й 2–4 мм ушир. Колоскові луски подібні, ланцетоподібні, 6–9 мм у довжину, без кілів, 5–7-жилкові, верхівки загострені, завдовжки з сусідню фертильну лему. Плідна лема ланцетоподібна, 7.5–9 мм у довжину, остюкова, 5-жилкова, верхівка гостра. Верхівкові безплідні квітки, схожі на плодючі, але недорозвинені.

## Поширення
Вид росте в Криму, Росії, Казахстані, Киргизстані, Монголії, Сіньцзяні.
В Україні росте на сухих кам'янистих схилах, скелях та осипах з розрідженим трав'янистим покривом, переважно у верхньому гірському поясі — у зх. ч. гірського Криму, нерідко.